# Commune
Uma commune (plural: communes) é o equivalente do município na França, na Valônia, etc.

## Bélgica
Cada município da Valônia existe desde a reestruturação municipal a partir de janeiro de 1977, quando fusionaram várias communes. Também foi o caso na Flandres.
Em geral, estas communes se reagrupam para formar várias divisões administrativas, das próprias províncias, que são chamadas de distritos.